# 大竹しのぶのオールナイトニッポンGOLD
『大竹しのぶのオールナイトニッポンGOLD』（おおたけしのぶのオールナイトニッポンゴールド）は、ニッポン放送の平日夜放送の「オールナイトニッポンGOLD」枠で、2011年1月13日から2013年9月26日まで毎週木曜日の22:00から23:50に放送されていたラジオ番組。女優の大竹しのぶがパーソナリティを担当していた。

## 概要
- オールナイトニッポンGOLD開始直後、2009年12月11日・12月18日の2回にわたってスペシャルパーソナリティを担当し、その約1年後にレギュラー放送を開始した[1]。
- 選曲は基本的に本人が行っており、その参考とするためにニッポン放送の社内に「しのぶBOX」を設置しCDのサンプル盤を提供してもらったりもしている。
- 当初1ヶ月は23:45までの放送だったため、23:50までに変更となって以降も番組の長さについて「1時間45分」と言うことがある。
- 大竹の一本調子のトークによって眠くなるという意見が多く、本人も逆にそれを売りにしているところがある。「あなたは段々眠くなーる」と大竹が言う番組のジングルも作っている。
- 2013年9月26日に終了し、10月6日の日曜21:00から「大竹しのぶ ねちゃダメだよ、ZZZ」に引き継がれた。

## 歴史

### 2011年
- 2月24日 - 水川あさみをゲストに迎えて「大竹しのぶのオールナイトニッポンお江（ごう）〜ルド〜 姫たちのラジオ」と題して放送。
- 3月17日 - 東日本大震災を受けて、初の生放送。東北放送・IBC岩手放送のパーソナリティと電話を繋いでインタビューを行った。
- 4月7日 - 「携帯メモリールーレット」のコーナーで初めて芸能人に当たる。人気アイドルグループのメンバーだったため、翌週の番組にはそのファンからのメールが数多く届き、同コーナーで紹介するうちに「乗っ取られた」に等しい状態となる。
- 4月21日 - 和田アキ子をゲストに迎えて「携帯メモリールーレット」の和田バージョンを行った。
- 8月25日 - 明石家さんまをゲストに迎えた。さんまにとっては『ビビる大木のオールナイトニッポン』最終回へのゲスト出演以来、6年半ぶりにニッポン放送の番組に出演した。

### 2017年
- 11月10日に復活放送。

## コーナー
大竹しのぶ交友録・携帯メモリールーレット
大竹本人が所有する携帯電話の電話帳のメモリー番号検索機能を利用して、テープルーレットで決定した3桁の番号から出てきた人について間柄やエピソード等を語るコーナー。
ぬるっと人生相談
案外周囲から相談を持ちかけられる事が多い大竹がリスナーからの相談メールに答えるコーナー。
心がちょっとほっこりした話
身の回りの「心がちょっぴり温かくなった」エピソードについてのメールを紹介するコーナー。
しのぶシアター
大竹がある曲の歌詞を朗読した後でその曲をかけるコーナー。